# Dekanat Trzciana
Dekanat Trzciana (sł.:Trstenský dekanát) – jeden z 14 dekanatów w rzymskokatolickiej diecezji spiskiej na Słowacji.

## Parafie
W skład dekanatu wchodzi 13 parafii:
1. parafia św. Cyryla i Metodego – Brzozowica
2. parafia św. Emeryka – Czymchowa
3. parafia NMP Siedmiobolesnej – Habówka
4. parafia Wniebowzięcia NMP – Głodówka
5. parafia Przemienienia Pańskiego – Huty
6. parafia św. Michała Archanioła – Liesek
7. parafia św. Galla – Niżna
8. parafia św. Stefana – Orawski Biały Potok
9. parafia Nawiedzenia NMP – Podbiel
10. parafia Chrystusa Króla – Sucha Góra Orawska
11. parafia św. Marcina – Trzciana
12. parafia Najświętszego Serca Pana Jezusa – Witanowa
13. parafia św. Wendelina – Zuberzec

## Sąsiednie dekanaty
Namiestów, Zakamienny Klin, Dolný Kubín. Dekanat graniczy także z położonymi na terenie Polski dekanatami Czarny Dunajec, Jabłonka i Zakopane.